# Una donna a Berlino
Una donna a Berlino (in tedesco Eine Frau in Berlin; in inglese A woman in Berlin) è un resoconto scritto del periodo che va dal 20 aprile al 22 giugno del 1945 a Berlino.
Sei mesi dopo l'autrice riportò gli appunti in 121 fogli dattiloscritti. Abitava nella stessa zona dei fatti Kurt Wilhelm Marek il quale, dopo aver scoperto l'esistenza del diario, impiegò altri sei mesi per farselo consegnare e altri cinque anni per convincere l'autrice di pubblicarlo negli Stati Uniti nel 1954.
Su richiesta dell'autrice, l'opera fu pubblicata anonima. Il libro dettaglia le esperienze vissute durante l'occupazione della città da parte dell'Armata Rossa in particolare descrive gli stupri subiti da lei e dalle donne del suo caseggiato. Situazioni che furono confermate anche da Marek, suo vicino di casa. Soltanto dopo la sua morte (2001) è stata identificata come la giornalista Marta Hillers.

## Contenuti
Il diario, insieme alle esperienze personali dell'autrice, descrive l'occupazione di Berlino da parte dei sovietici alla fine della seconda guerra mondiale, ponendosi come un documento storico fondamentale per la ricostruzione di quei momenti. L'opera, inoltre, mette in luce molti degli orrori con cui la protagonista si trovò a convivere e la lotta degli abitanti di Berlino per sopravvivere alla catastrofe. Si tratta di una cronaca agghiacciante e senza omissioni di quel che è stato definito lo stupro di Berlino.

## Riassunto del libro
È la cronaca di un’anonima narratrice, giovane trentenne « pallida biondina [...] impiegata in una casa editrice fino alla settimana scorsa,» in realtà ora è noto che l’autrice Marta Hillers aveva 34 anni ma era mora di capelli.
Il racconto inizia nel mese di aprile 1945 a Berlino durante l’ultima fase della guerra. La città è costantemente sotto i colpi dell’artiglieria sovietica e la narratrice vive in un attico al quarto piano che apparteneva a un ex collega ma che glielo aveva lasciato perché lui era al fronte. Il suo appartamento era già stato bombardato e distrutto. Descrive la sua vita quotidiana e il problema legato al poco cibo proveniente dalle carte annonarie. Tutta la prima parte riguarda il cibo, la fame, l’assenza della corrente, dell’acqua, del gas e il problema delle finestre senza vetri. 
Tutti i berlinesi passano il loro tempo rintanati o nei rifugi antiaerei dei seminterrati, o nascosti nei loro appartamenti. Quando le persone escono è solo per fare la fila per il cibo, per prendere l'acqua alla fontana. L'autrice partecipa alla razzia di cibo presso la vicina caserma della Milizia popolare nazista. All'inizio descrive («Niente di importante. Solo scarabocchi personali, tanto per far qualcosa») il tempo trascorso nel rifugio del suo seminterrato. La narratrice conosce così i suoi compagni «abitanti delle caverne » e il cameratismo che li si sviluppa nelle lunghe ore passate assieme. 
Tutte le donne presenti parlano dei racconti che circolano sulle violenze che i rossi avrebbero già fatto sulle donne, tutti fanno riferimento alla propaganda del regime nazista. Per scaramanzia circolavano nel rifugio « storielle di ogni genere. La signora W. esclama: "Meglio un russo sulla pancia che un americano sopra la testa"....».
Dopo una serie di bombardamenti il suo attico, che si trova al quarto piano, risulta non abitabile e quindi la vedova di un farmacista le permette di vivere con lei nell'appartamento al primo piano.
Quando l'esercito sovietico raggiunge il loro quartiere i soldati si accampano appena fuori del caseggiato e l'autrice annota che questi passano i loro tempo a confrontare tra loro gli orologi e le biciclette rubate. 
Il giorno dopo (27 aprile) i soldati iniziano ad entrare negli edifici e nei rifugi antiaerei del seminterrati chiedendo di avere degli alcolici ed iniziano a puntare, scegliere, le donne per stuprarle, all'inizio sembrava che scegliessero solo quelle giovani e in carne, poi generalizzarono... La narratrice, che conosce un po’ di russo, cerca, come una sorta di traduttore e mediatore, di proteggere le donne nel suo seminterrato dagli attacchi dei singoli soldati. Si dà da fare e cerca di convincere i soldati a non violentarle. Va anche alla ricerca, con altre donne, di un comandante per far fermare gli stupri, ma inutilmente. 
La sera due uomini fuori dal seminterrato riescono, dopo averla presa e rinchiusa in un locale, a violentarla, uno dopo l'altro subendo anche lo scherno di altri soldati sopraggiunti nella stanza, compresa una soldatessa. 
Molte famiglie terrorizzate nascondono disperatamente le loro giovani figlie per preservarne la verginità, ma non sempre ci riescono. Riporta inoltre racconti raccapriccianti di altri stupri. 

### Petka
La stessa sera quattro soldati russi irrompono nell'appartamento della vedova e uno, Petka, violenta ancora una volta la narratrice per tutta la notte, subendo da parte dell'energumeno anche una melensa «chiacchierata da Romeo innamorato». Secondo lui voleva esprimergli la sua simpatia e la volontà di ritornare anche il giorno dopo, considerandola una sua conquista.
Quello stesso giorno l'inquilino della vedova, il signor Pauli, arriva e si stabilisce nella sua camera. Un uomo che si mette subito a letto perché afferma di essere ammalato e bisognoso di cure per delle forti nevralgie. La presenza maschile è ben accettata dalla vedova perché, secondo lei, avrebbe offerto una certa protezione in quanto lo fa apparire come suo marito. Presenza maschile che non servirà un granché perché sarà stuprata anche lei qualche giorno dopo da un giovanissimo soldato polacco, il quale
Un umiliante complimento che ritornerà più volte nel racconto come elemento di sdrammatizzazione della situazione subita. 

### Il vecchio
La sera dopo un altro soldato russo, descritto come vecchio, entra nell'appartamento e stupra - ancora una volta per un’intera notte - la narratrice in modo particolarmente umiliante arrivando ad aprirle la bocca per sputarci dentro e gettarle un mezzo pacchetto di sigarette sul letto come pagamento.
Questa ulteriore esperienza di stupro crea una sorta di punto di svolta per l'autrice, che decide - dopo aver vomitato e pianto per l'ennesima volta - che doveva usare il suo cervello per uscire da quella situazione. Decide così che bisognava... «Poi ho detto ad alta voce Maledizione!. Ho deciso. Chiarissimo: qui dentro deve venire un lupo che tenga lontano altri lupi. Un Ufficiale, il più in alto possibile, un comandante, un generale, quello che riesco a trovare.» e si dirige all'esterno del caseggiato per trovare qualche russo di rango superiore rendendosi disponibile ad una relazione sessuale esclusiva, in modo da non essere stuprata ogni giorno, in modo casuale, da uomini diversi. In strada incontra Anatol, un tenente Ucraino. Flirta brevemente con lui e accettano di incontrarsi a casa sua alle sette di sera.

### Il tenente Anatol
Quella sera Petka arriva con altri soldati suoi amici e occupano l’appartamento. Petka e i suoi amici scioccano la vedova e la diarista per i loro volgari atteggiamenti (poggiano il cibo direttamente sul tavolo, gettano le ossa sul pavimento e sputano per terra). Nonostante le preoccupazioni dell'autrice che il soldato Petka potesse scontrarsi con il tenente Anatol per lei, annota che quando arriva Anatol scopre che anche il tenente è a suo agio in quella occupazione dell’appartamento e che il suo grado significa molto poco per i soldati sovietici dell’Armata Rossa. 
Nei giorni successivi, Anatol viene a fare sesso con la narratrice e si forma così una specie di tabù tra i soldati in quanto prendono atto che lei è reclamata solo dal tenente Anatol. Rimane il fatto che i suoi uomini vanno e vengono a loro piacimento e l'appartamento della vedova è considerato come il ristorante per uomini di Anatol ma è un ristorante dove loro portano anche molto cibo e beneficiano della protezione degli uomini di Anatol contro altri soldati. 
La protagonista descrive anche soldati russi istruiti e rispettosi, come Andrei con il quale ha molte conversazioni su politica, fascismo e così via. Petka ritorna una sera completamente ubriaco e, in un accesso di rabbia contro la donna perché a disposizione solo del tenente, cerca di farle del male. Ma a causa del suo stato la vedova e la protagonista riescono a spingerlo, dopo una furiosa scenata, fuori dall'appartamento. 

### Il brutale "biondo pallido"
Tra i molti visitatori russi dell'appartamento si inserisce un altro tenente. È descritto come un biondo pallido con una gamba zoppa con una chiara antipatia per la protagonista perché protetta da Anatol. Una sera entra nella sua camera e la stupra in modo violento e animalesco («si...come i cani...») per una lunghissima tragica notte. Quasi una vendetta per protezione del tenente Anatol, suo pari grado.

### Il Maggiore
Nei giorni successivi arriva un Maggiore dell'Armata rossa, un comandante del tenente Anatol. Dopo aver conversato e bevuto champagne con la diarista (la vedova e il signor Pauli), chiede se lui è di suo gradimento. La protagonista è cosciente che non ha altra scelta e accetta il rapporto con il Maggiore. Quest'ultimo non lo chiama stupro perché il rapporto è consensuale. Riflette così sul suo ruolo se è o meno (vista la drammatica situazione), "una puttana". Il Maggiore è molto simpatico, condivide la sua vita di caserma con lei, portando molto cibo e scorte per tutta la famiglia, comprese molte candele, un lusso visto che non c’è la luce.
Alla fine Berlino si arrende completamente e i soldati dell'Armata rossa lasciano il quartiere, compreso il Maggiore.

### Primi lavori
L'autrice riprende alcuni contatti, va a trovare la sua amica Gisella e nei giorni di fine maggio giugno svolge, su richiesta del Municipio, un lavoro di interprete con un alto Ufficiale nell'ispezione delle filiali delle banche della città. 
L’ufficiale è colto (parla anche il francese) e sensibile e sembra essere interessato a lei. La vedova e Pauli sono interessati, dopo la partenza del Maggiore, affinché lei si renda disponibile anche a questa nuova relazione sperando così nell'arrivo di nuovo cibo, ma la storia non si concretizza. 
Dopo di questo episodio Pauli induce la vedova ad allontanare dall'appartamento la narratrice perché mangiava senza contribuire con del nuovo cibo.
In città inizia la ricostruzione e le donne tedesche sono comandate dagli occupanti a lavorare per spostare le macerie e selezionare dello zinco in una fabbrica vicina.
Dopo un paio di giorni in fabbrica la narratrice viene scelta per fare il bucato ai soldati russi e per giorni lava, con altre donne, instancabilmente (per 12 ore) i vestiti e la biancheria intima dei soldati mentre sono costantemente prese in giro e umiliate dagli stessi. 
Una volta che questo lavoro finisce l'autrice scopre, tramite un amico pubblicista, che un ungherese sta pianificando di iniziare a stampare una nuova rivista. Lavora così, con l'ungherese e altri suoi soci, alla progettazione di nuovi prodotti editoriali.

### Gerd
A metà giugno 1945 Gerd, ovvero il fidanzato che la diarista aveva prima della guerra, ritorna nell'appartamento. Lei gli mostra gli appunti del diario e lui non solo non vuole capire ma si scontra subito con lei per via del suo cambiamento di mentalità e per il suo atteggiamento rispetto agli stupri. 
La cronaca del drammatico diario termina con la curatrice che rimugina sulla sua relazione con Gerd.

## I silenzi sugli stupri in Germania
Marta Hillers, che di professione era una giornalista, ha divulgato un aspetto della storia che le donne tedesche avevano imparato a tacere e rimuovere, e i loro uomini, di ritorno dal fronte, a rifiutare. Dello stupro di Berlino non si è parlato nella Germania Est perché, facendo parte del blocco comunista, bisognava difendere e rafforzare il mito dell'eroismo dell'Armata Rossa, mentre nella Germania Ovest l'oblio è stato dettato dall'angoscia, la vergogna e i sensi di colpa.

## Le reazioni dei media tedeschi
Lo scrittore tedesco Kurt Wilhelm Marek, il cui pseudonimo è C. W. Ceram, fu responsabile dell'inizio della circolazione di quest'opera in America nel 1954. Marta Hillers è stata descritta dai media tedeschi come «una pubblicista a tempo perso del Terzo Reich».
Nel 2013 è stato pubblicata in Germania una biografia di Marta Hillers con una particolare analisi sulla veridicità storica (confermata) del suo drammatico diario personale.

## Gli stupri dei Sovietici come arma da guerra
Secondo Antony Beevor la versione ufficiale dei fatti sostiene che l'Armata Rossa avesse a sua disposizione due settimane per saccheggiare e violentare a Berlino. In realtà, il 3 agosto 1945, dunque tre mesi dopo la resa della capitale tedesca, il maresciallo Żukov diramò un ordine molto duro per cercare di controllare il degenerare dei fenomeni di «rapina, atti di violenza fisica ed episodi scandalosi». L'espressione episodi scandalosi designa nel lessico epurato della burocrazia militare la violenza sessuale.
Secondo i due principali ospedali di Berlino, il numero delle donne stuprate varia tra 95.000 e 130.000. Secondo la testimonianza di un medico, su 100.000 donne violentate almeno 10.000 sarebbero morte, quasi tutte suicide. Le donne tedesche violentate durante la seconda guerra mondiale furono nel complesso 2.000.000 di cui 1.400.000 in Prussia orientale, Pomerania e Slesia, dove l'esercito dell'URSS violentò con maggiore brutalità.
A Berlino le donne impararono presto a sparire durante quelle che sono state definite "le ore di caccia". I berlinesi ricordano che siccome tutti i vetri delle finestre erano andati distrutti in seguito agli spostamenti d'aria delle esplosioni, ogni notte si sentivano le urla delle vittime.

## Traduzioni e rappresentazioni
In italiano il testo della Hillers è stato pubblicato col titolo Una donna a Berlino. Diario aprile-giugno 1945, prima da Mondadori poi da Einaudi. L'introduzione di Hans Magnus Enzensberger è stata scritta appositamente per la nuova edizione italiana.
L'edizione inglese è stata curata dallo storico e autore di best seller Antony Beevor che ha firmato la prefazione al testo.
Tra le più recenti rielaborazioni si segnala quella di Janice Muller e Meredith Penman che hanno adattato il diario per una rappresentazione teatrale tenuta dalla Splinter Theatre Company al The old Fitzroy Theatre a Woollomooloo, in Australia (agosto 2009).

## Film
Un film tratto dal libro è stato realizzato nel 2008, Una donna a Berlino (Anonyma - Eine Frau in Berlin), diretto da Max Färberböck. Dopo essere stata violentata da diversi brutali soldati sovietici, e non avendo ottenuto alcun successo dalla denuncia dei fatti alle autorità sovietiche, la protagonista si offre a un ufficiale russo che in cambio le garantisce protezione dall'essere violentata da altri.

## Un analogo diario di una italiana a Berlino
I diari tenuti dai civili durante la guerra hanno rappresentato alcune delle fonti più preziose per ricostruire i fatti della guerra visti da una prospettiva più intima e più distaccata dal potere.
Maria Assunta Alexandroff Bassi è un'italiana che, per una serie di casi fortuiti, si è trovata a vivere gli anni di guerra a Berlino. Di questa durissima esperienza, che ha segnato in maniera indelebile la sua giovinezza, la donna ha raccontato in un libro, Danza sull'abisso, nel quale fotografa Berlino dal 1934 al 1945. Anche questa donna è stata costretta a fare i conti con un'atrocità che ha marchiato a fuoco la sua adolescenza dagli 11 ai 20 anni.
Il resoconto di Maria Assunta si arresta un paio di mesi prima l'inizio della battaglia di Berlino. La scrittrice, infatti, nel febbraio 1945 lascia la Germania per raggiungere Venezia. Durante questo difficile viaggio, dal treno piombato che la riporta in Italia, si trova ad assistere al bombardamento di Dresda.

## Edizioni italiane
- Anonima, Una donna a Berlino, traduzione di Letizia Fuchs-Vidotto, Collana Il bosco n.7, Milano-Verona, A. Mondadori Editore, 1957. - Milano, Italia Storica, 2021, ISBN 978-88-314-3017-3.
- Anonima, Una donna a Berlino. Diario aprile-giugno 1945, traduzione di Palma Severi, Introduzione di Hans Magnus Enzensberger, Collana Gli struzzi n.577, Torino, Einaudi, 2004, ISBN 978-88-061-6792-9. - Prefazione di Anna Foa, Collana ET Scrittori, Einaudi, 2025, ISBN 978-88-062-6557-1.